# Jaromír Neumann
Jaromír Neumann (15. srpna 1924 Městec – 26. října 2001 Praha) byl český historik umění a pedagog, specializující se převážně na barokní umění, člen korespondent ČSAV.

## Život
Po maturitě na reálném gymnáziu ve Vysokém Mýtě studoval od roku 1945 na FF UK v Praze dějiny umění u profesora Antonína Matějčka, docenta Jana Květa a estetiku u profesora Jana Mukařovského. Doktorát složil roku 1949 a roku 1951 se habilitoval. V letech 1960–1970 byl ředitelem Ústavu teorie a dějin umění ČSAV. Do roku 1970 a externě také později přednášel na FF UK dějiny umění.
Jeho manželka byla redaktorkou nakladatelství Odeon.

### Politické postoje
Po únoru 1948 se projevoval jako militantní marxista a zničil kariéru dvou prominentních historiků umění. Profesor Václav Mencl musel odejít z Prahy a ztratil na deset let možnost přednášet na univerzitě, prof. Josefu Cibulkovi na Neumannův podnět odebrali profesuru, musel odejít ze všech vědeckých a pedagogických funkcí a zprvu nedostal ani důchod. V padesátých letech Neumann zastával pozice striktně marxistického pojetí dějin umění.
Později své marxistické postoje značně zmírnil. Velké uznání i mezinárodní ohlas získal svými objevy zapomenutých děl velikánů evropské malby (Tintoreta, Veronesa aj.) v obrazárně Pražského hradu v šedesátých letech. Práce o těchto objevech publikoval i v zahraničí. V období tzv. pražského jara zastával reformní kurs a začal pohlížet na své minulé postoje kriticky,[zdroj?] za což byl v průběhu normalizace postižen. S výjimkou několika výstavních katalogů nemohl publikovat nové práce (za normalizace vycházely reedice jeho děl, např. České baroko, Karel Škréta, Pieter Bruegel), ztratil možnost přednášet na univerzitě i pracovat v ČSAV. Už připravená sazba knihy o M. L. Willmannovi a J. K. Liškovi byla roku 1971 rozmetána. Po vynuceném odchodu z univerzity i ČSAV pracoval jako odborný pracovník pražské Národní galerie. Aby mohl jezdit na zahraniční cesty, podepsal pod nátlakem StB[zdroj?] spolupráci pod reg. číslem 20795 a krycím jménem Korespondent nebo Hudek (evidován v letech 1980–1986). Dne 17. 11. 1986 byl jeho spis skartován. Od počátku 80. let začal externě přednášet na FFUK, příležitostně také jinde, například v Klubu výtvarných umělců Mánes.
V letech 1985–1987 byl za spolupráci na ilegálním obchodu se starožitnostmi odsouzen na pět let nepodmíněně.
Po roce 1990 byl rehabilitován.[zdroj?] Z publikace Kapitoly z českého dějepisu umění, kterou připravilo pracoviště Ústavu dějin umění ČSAV v redakci Rostislava Šváchy a Rudolfa Chadraby (Praha: Odeon, 1987), bylo pojednání o jeho díle vypuštěno.
Politické změny roku 1989 znamenaly pro profesora Neumanna nový impuls, ovšem publikovaných prací z následujících let není mnoho (např. Pocta Tizianovi, Caravaggio). Dokončil však svoji životní mnohosvazkovou práci o Petru Brandlovi, která se dočkala vydání posmrtně, a to díky Národní galerii (2016).

## Dílo
Jaromír Neumann byl především znalcem disponujícím zcela mimořádnou schopností vnímat a bezprostředně reflektovat estetickou a uměleckou kvalitu uměleckých děl. Disponoval i mimořádnou vizuální pamětí, která se znásobila jeho na tehdejší dobu rozsáhlými zahraničními studijními cestami. Náležel mezi nejvýznamnější znalce českého a evropského baroka. Specializoval se na českou barokní malbu, Především Karla Škréty (výstavní katalog Karel Škréta 1610–1674, 1974; kniha Škrétové, 2000), Petra Brandla (výstavní katalog Petr Brandl 1668–1735, nedokončená Brandlova monografie), M. L. Willmanna a J. K. Lišky (nevydaná kniha o Expresivních tendencích v české barokní malbě; dílčí studie vydané v odborných časopisech). Vedle Karla Škréty se věnoval také dalším, spíše opomíjeným malířům 17. století (Malířství XVII. století v Čechách, 1950). V šedesátých letech objevným způsobem zpracoval do té doby nepoznané a neutříděné sbírky a posléze i katalog Obrazárny Pražského hradu (výstavní katalog Obrazárna Pražského hradu, 1965).
Kromě prací k těmto specializovaným tématům publikoval také syntetičtěji pojaté souborné práce, především knihu Český barok (1969, 1974, 1970 německy), dodnes nejlepší z hlediska propojení architektury, sochařství a malířství, a dále uměleckohistorický cestopis Itálie (1969, dvousvazkové vydání 1978 a 1979). Dále se podílel na kolektivní publikaci Renaissance Art in Bohemia (Jiřina Hořejší et al., ISBN 0-600-37573-0), kterou vydalo nakladatelství Hamlyn v Londýně, Sydney a Torontu roku 1979.
Po roce 1989 publikoval několik spíše drobnějších prací. Nepublikováno je doposud i roku 1971 rozmetané dílo o expresivních tendencích v české barokní malbě (M. L. Willmann a J. K. Liška).

## Ocenění
Jaromír Neumann byl poctěn řadou ocenění.
- 1960 Laureát státní ceny Klementa Gottwalda[3]
- 1981 Cena Humboldtovy nadace
- 2010 Byla mu dedikována monumentální výstava Karla Škréty, probíhající v letech 2010–2011 (Národní galerie v Praze).[zdroj?]
- Vysoká škola uměleckoprůmyslová uspořádala v září roku 2017 vědeckou konferenci o jeho životě a díle Historik umění Jaromír Neumann.[4]

Přes své rozporuplné působení v padesátých letech a také problematické, eticky nepřijatelné jednání při obchodu s uměleckými předměty v letech sedmdesátých a osmdesátých je Jaromír Neumann dodnes odbornou veřejností hodnocen jako přední znalec české barokní malby.

### Konference
- Historik umění Jaromír Neumann. Praha: Vysoká škola uměleckoprůmyslová v Praze, 26. září 2017. [Příspěvky: BARTLOVÁ Milena. „Příběh Jaromíra Neumanna“; JOHANIDESOVÁ Tereza. „Mezi strukturou a významem. Příspěvek k Neumannově metodologii“; OPATRNÁ Marie. „Neumannovo hledání raného baroka“; RUSINKO Marcela. „Jako Anděl žalostné smrti. Trestní stíhání a proces s Jaromírem Neumannem v letech 1985–1988“; STECKEROVÁ Andrea. „Otazníky před obrazy – Neumannovo znalectví“; ŠTĚPÁNEK Pavel. „Jaromír Neumann a španělské umění“; VYBÍRAL Jindřich. „Jaromír Neumann a ikonologie architektury“.]